# André Biéler
André Biéler (* 4. März 1914 in Naters; † 7. Dezember 2006 in Morges) war ein Schweizer evangelischer Geistlicher und Hochschullehrer.

## Leben

### Familie
André Biéler war der Sohn des Ingenieurs Alfred Biéler und dessen Ehefrau, der Elektroingenieurin Cécile Butticaz.
Er war seit 1940 mit Geneviève, Tochter des Bankiers Charles Gautier und dessen Ehefrau, der Frauenrechtlerin Hélène Gautier-Pictet, verheiratet; gemeinsam hatten sie einen Sohn:
- Philippe Biéler (* 1954), Jurist und bis 2017 Präsident des Schweizer Heimatschutzes[2].

Sein Schwager war der Bankier Jean-Jacques Gautier.

### Werdegang
André Biéler immatrikulierte sich zu einem Theologiestudium an der Universität Genf und schloss das Studium 1941 mit dem Lizentiat ab; er promovierte 1959 in Wirtschaftswissenschaften mit der Dissertation La Pensée économique et sociale de Calvin über Johannes Calvins wirtschaftliches und soziales Denken, das zur Grundlage seines sozialen Engagements wurde.
Von 1940 bis 1945 war er Pfarrer in Chancy, bevor er von 1947 bis 1955 Studentenpfarrer der Universität Genf und von 1955 bis 1962 Pfarrer in Malagnou in Eaux-Vives wurde.
Nach Forschungen auf dem Gebiet der Ethik in Münster, Heidelberg, Paris und London bekleidete er von 1967 bis 1979 eine Professur ad personam für Sozialethik an den Universitäten Lausanne und Genf.

### Berufliches Wirken
André Biéler wurde 1964 anlässlich des 400. Todestages von Johannes Calvin eingeladen, an der Jahresversammlung des Schweizerischen Evangelischen Kirchenbundes in Neuenburg zu predigen. Er übertrug Calvins Gedankengut in die Gegenwart und schlug vor, dass die Kirchen eine Reduzierung der Militärausgaben und mehr Hilfe für die Dritte Welt fordern sollten.
Er war 1966 und 1968 Delegierter des Schweizerischen Evangelischen Kirchenbunds bei den Weltkonferenzen des Ökumenenischen Rats der Kirchen.
1973 veröffentlichte er die Schrift Le Développement fou (Die verrückte Entwicklung), in der er die Menschheit mit einem in den Weltraum gestarteten Raumschiff verglich, das seine Ressourcen verschwendet.
Er setzte sich für die Anerkennung der Kriegsdienstverweigerung aus Gewissensgründen und gegen Folter ein und unterstützte auch die Gründung eines Instituts für Theologie und Ethik des Evangelischen Kirchenbundes, das 2014 gegründet wurde.

### Erklärung von Bern
Als Initiator war André Biéler, gemeinsam mit Lukas Vischer und Max Geiger, Mitbegründer der Erklärung von Bern von 1968 zur solidarischen Entwicklungshilfe (siehe auch: Public Eye), und galt daher als einer der wichtigsten protestantischen Ethiker der zweiten Hälfte des zwanzigsten Jahrhunderts. Die Unterzeichner der ersten Erklärung von Bern riefen die Schweizer Politik und Bürgerinnen und Bürger auf, die schweizerische Verantwortung gegenüber den ärmeren Ländern im globalen Süden wahrzunehmen. Sie forderten Entwicklungshilfe und gerechten Handel. Die ca. 10.000 Unterzeichner des Manifests verpflichteten sich, drei Prozent ihres Einkommens für eine Entwicklungsorganisation zu spenden.
Bei den ersten Konsumentenaktionen der Erklärung von Bern ging es um den Import und Standverkauf von verarbeitetem Kaffee aus Tansania (Ujamaa-Kaffee) und um Jutetaschen aus Bangladesch (Jute statt Plastik) im Sinne von Fair Trade nach dem Motto Handel statt Hilfe.

## Schriften (Auswahl)
- Die soziale Botschaft der Kirche in der Wirtschaft. St. Gallen, 1950.
- Le message social de l'Eglise dans notre économie. Genève, 1951.
- André Biéler; Antony Babel: La pensée economique et sociale de Calvin. Genève: Librairie de l'Université; Paris: Michel, 1961.
- L'humanisme social de Calvin. Genève: Ed. Labor et Fides, 1961.
- Liturgie et architecture - le temple des chrétiens: esquisse des rapports entre la théologie du culte et la conception architecturale des églises chrétiennes, des origines à nos jours. Genève: Ed. Labor et Fides, 1961.
- L'homme et la femme dans la morale calviniste: la doctrine réformée sur l'amour, le mariage, le célibat, le divorce, l'adultère et la prostitution, considérée dans son cadre historique. Genève: Ed. Labor et Fides, 1963.
- Calvin, prophete de l'ere industrielle: fondements et methode de l'ethique calvinienne de la societe. Geneve: Labor et fides, 1964.
- Fondements et méthode de l'éthique calvinienne de la société: Calvin, prophète de l'ère industrielle. Genève: Labor et Fides, 1964.
- Architecture in worship. The Christian place of worship. A sketch of the relationships between the theology of worship and the architectural conception of Christian churches from the beginnings to our day. With an essay by Karl Barth: the architectural problem of Protestant places of worship. Edinburgh, 1965.
- Gottes Gebot und der Hunger der Welt; Calvin, Prophet des industriellen Zeitalters. Grundlage und Methode der Sozialethik Calvins. Zürich, EVZ-Verlag 1966.
- Andre Bieler; Karl Barth: Liturgie et architecture: le temple des chretiens; esquisse des rapports entre la theologie du culte et la conception architecturale des eglises chretiennes, des origines a nos jours. Labor et Fides; Genève, 1967.
- Eine Politik der Hoffnung von der Theorie der kirchlichen Soziallehren zur Praxis fuer eine neue Welt. Luzern Rex-Verl. 1971.
- Le développement fou: le cri d'alarme des savants et l'appel des églises. Genève: Labor et Fides, 1974.
- Der Wahnwitz des Wachstums: vom Warnruf der Wissenschaftler zum Appell der Kirchen. Freiburg, Schweiz: Imba, 1974.
- André Biéler; Claude Gruson: Chrétiens et socialistes avant Marx: les origines du grand malentendu entre les Eglises chrétiennes et le monde du travail: les efforts de chrétiens français pour le dissiper et transformer la société industrielle, avant 1848. Genève: Labor et Fides, 1982.
- André Biéler; Maurice Ray; Michel de Perrot: Chrétiens à l'ère nucléaire: quelles responsabilités? Lausanne: Presses bibliques universitaires, 1982.
- André Biéler; Francis Blanchard; Jean-Jacques Gautier: Il faut croire à la lumière: mélanges offerts à Jean-Jacques Gautier initiateur d'un nouveau moyen de lutte contre la torture. Lausanne: Comité suisse contre la torture, 1982.
- Les Eglises et l'économie. Genève: Labor et Fides / la Procure, 1983.
- André Biéler; Jean-François Rochat; Jean-Pierre Zurn: La responsabilité éthique dans l'économie et les entreprises. Trélex (France): CANES, Convention d'actionnaires Nestlé, 1986.
- La force cachée des protestants: chance ou menace pour la société? Le Mont-sur-Lausanne: Ouverture; Genève: Labor et Fides, 1995.
- André Biéler; Edward Dommen: Calvin's economic and social thought. Geneva: World Alliance of Reformed Churches, 2006.